# 贾蒂卢胡水坝
贾蒂卢胡水坝，正式名称哈吉朱安達工學士水坝，是印尼西爪哇省芝塔龍河上的一座多用途堤坝，位于雅加达以东70千米处，邻近普哇加达镇。

## 历史
在荷属东印度时期，荷兰人曾在芝塔龙河上规划修筑一座水坝，但并未建成，印度尼西亚独立建国後，于1957年开始开发芝塔龍河上的水利资源，改善西爪哇地区的电力及灌溉状况，并在流域內兴建了贾蒂卢胡水坝，耗资约2.3亿美元，设计发电量约为12.5万千瓩，为当时印尼发电量最大的发电厂，水坝于1965年完工，其电站于1967年投入使用，沿用至今，启用当年，总统苏哈托也出席了落成仪式。该坝投入使用后，芝塔龙河流域各县市在旱季因降雨量不足導致的缺水乾旱狀況得到了一定缓解，河流在雨季的水量亦得到了调节，勿加泗、梳邦等地的稻田皆因此受益，熟制变为一年三熟，稻米产量大幅增加。

## 现况
贾蒂卢胡水坝由印度尼西亚国家电力公司管理，其坝高约105米，顶部宽10米，坝顶长约1,220米，属于堆石坝，堆石壳为洁净安山岩，粒径为200至2000毫米，水库库容约28.93亿立方米，为印尼库容最大的水库。其發電廠內共有6台法蘭西斯式水輪機，裝機容量约為187千瓩，每天发电量约为2,700千瓦时。除发电之外，贾蒂鲁胡尔水库还灌溉面积约242,000公顷的农田，并具有提供原水、耕种和防洪的功能，水库落成後，库区也因地制宜，开发了观光旅游产业及水上运动业。